# NGC 1222

NGC 1222

NGC 1222 هي مجرة محدبة من النوع المبكر تقع في كوكبة النهر. تم اكتشاف المجرة في 5 ديسمبر 1883 من قبل عالم الفلك الفرنسي إدوارد ستيفان. جون لويس إميل درير مؤلف كتالوج العام الجديد وصفها بأناه «سديم خافت جدا وصغيره ومستديره» وأشار إلى وجود «نجم خافت جدا» متراكب على المجرة.
صنف NGC 1222 من نوع S0 حيث تشير إلى أنها يجب أن تكون على نحو سلس في معظمها الشخصي. ومع ذلك تم تصوير المجرة بواسطة تلسكوب الفضاء هابل في عام 2016 وأظهرت الصورة أن هناك العديد من النجوم الزرقاء المشرقه وتشكيل المناطق، فضلا عن المناطق الحمراء الداكنه من الغبار بين النجوم. تتفاعل NGC 1222 حاليا مع بلعتين قزمتين اللتين تزودانها بالغاز والغبار اللازمين لتصبح مجرة نجمية.

## وصلات خارجية
- NGC 1222 على موقع ويكي سكاي: DSS2, SDSS, GALEX, IRAS, Hydrogen α, X-Ray, Astrophoto, Sky Map, Articles and images